# Eleição municipal de Santana (Amapá) em 2008
A eleição municipal da cidade brasileira de Santana em 2008 ocorreu em 5 de outubro de 2008. O prefeito  titular era Antônio Nogueira, do PT, que foi reeleito prefeito de Santana..

## Candidatos
|  | Nº | Candidato(a) a prefeito | Candidato(a) a prefeito                       | Candidato(a) a vice-prefeito | Candidato(a) a vice-prefeito                                 | Coligação |
|  | -- | ----------------------- | --------------------------------------------- | ---------------------------- | ------------------------------------------------------------ | --- |
|  | 12 |                         | Bala Rocha (PDT) Sebastião Bala Rocha         |                              | Mário Fascio (PHS) Mário Antônio Marques Fascio              | Prefeito competente - Partido Democrático Trabalhista (PDT) - Partido Humanista da Solidariedade (PHS) - Partido Progressista (PP) - Partido Trabalhista do Brasil (PTdoB)                                                                   |
|  | 13 |                         | Antônio Nogueira (PT) Sebastião Bala Rocha    |                              | Carlos Matias (PR) Carlos Alberto Nery Matias                | Santana não pode parar - Partido dos Trabalhadores (PT) - Partido da República (PR) - Partido da Mobilização Nacional (PMN) - Partido Socialista Brasileiro (PSB) - Partido Trabalhista Nacional (PTN) - Partido Comunista do Brasil (PCdoB) |
|  | 14 |                         | Rosemiro Rocha (PTB) Rosemiro Rocha Freires   |                              | Joucier Pinto (PTdoB) Joucier Chaves Pinto                   | Muito mais por Santana - Partido Trabalhista Brasileiro (PTB) - Partido da Social Democracia Brasileira (PSDB) - Partido Republicano Brasileiro (PRB) - Partido Trabalhista do Brasil (PTdoB) - Partido Popular Socialista (PPS)             |
|  | 15 |                         | Geovani Borges (PMDB) Geovani Pinheiro Borges |                              | Alessandro Sabino (PMDB) Marcio Alessandro Flexa De Oliveira | União e Esperança - Partido do Movimento Democrático Brasileiro (PMDB) - Partido Trabalhista Cristão (PTC) - Partido Social Liberal (PSL) - Partido Social Cristão (PSC) - Democratas (DEM) - Partido Verde (PV)                             |
|  | 44 |                         | Joel Ciliao (PRP) Joel Gilberto Ciliao        |                              | Orlando Vasconcelos (PRP) Orlando Vasconcelos                | Sem coligação - Partido Republicano Progressista (PRP) |
|  | 50 |                         | Andrade (PSOL) Ebrely Nunes de Andrade        |                              | Sol Pereira (PSOl) Solange Do Socorro Pereira Da Mota        | Sem coligação - Partido Socialismo e Liberdade (PSOl) |

## Resultado da eleição para prefeito
| Antônio Nogueira (PT)   | Carlos Matias (PR)        | 23.592 | 46,89%  |
| Rosemiro Rocha (PTB)    | Joucier Pinto (PTdoB)     | 17,181 | 34,15%  |
| Geovani Borges (PMDB)   | Alessandro Sabino (PMDB)  | 8.820  | 17,53%  |
| Andrade (PSOL)          | Sol Pereira (PSOL)        | 486    | 0,97%   |
| Joel Ciliao (PRP)       | Orlando Vasconcelos (PRP) | 232    | 0,46%   |
| Bala Rocha (PDT)        | Mário Fascio (PHS)        | 0      | 0,00%   |
| Total de votos válidos  | Total de votos válidos    | 50.311 | 100,00% |
| Votos apurados          |                           |        |         |
| Votos válidos           | Votos válidos             | 50.311 | 94,80%  |
| Votos em branco         | Votos em branco           | 562    | 1,06%   |
| Votos nulos             | Votos nulos               | 2.196  | 4,14%   |
| Total de votos apurados | Total de votos apurados   | 50.311 | 100,00% |
| Eleitores               |                           |        |         |
| Comparecimento          | Comparecimento            | 53.069 | 88,65%  |
| Abstenções              | Abstenções                | 6.793  | 11,35%  |
| Total de eleitores      | Total de eleitores        | 59.862 | 100,00% |
| Total de seções: 163    |                           |        |         |